# All-Ireland Senior Football Championship 1969
L'All-Ireland Senior Football Championship 1969 fu l'edizione numero 83 del principale torneo di calcio gaelico irlandese. Kerry batté in finale Offaly ottenendo la ventunesima vittoria della sua storia.

## Semifinali
| Dublino 10 agosto 1969 | Kerry | 0-14 – 1-10 | Mayo | Croke Park (35258 spett.) |

| Dublino 24 agosto 1969 | Offaly | 0-12 – 1-09 | Cavan | Croke Park (35195 spett.) |

| Dublino 14 settembre 1969 | Offaly | 3-08 – 1-10 | Cavan | Croke Park (51334 spett.) |

### Finale
| Dublino 28 settembre 1969 | Kerry | 0-10 – 0-07 | Offaly | Croke Park (67828 spett.) |